# Szopkó Tibor
Szopkó Tibor (Miskolc, 1982. március 4.) magyar politikus, önkormányzati képviselő (2019-től), Miskolc alpolgármestere (2021–2024).

## Élete
Diplomáját üzleti kommunikációból szerezte. 2002-től 2014-ig az ingatlanfejlesztési szektorban és vagyonkezelőként dolgozott. Fiatal kora óta foglalkozik politikával, a 2002-es önkormányzati választáson Mezőcsát önkormányzati képviselője lett az MSZP színeiben, majd bekerült az önkormányzatba 2006-ban és 2010-ben is. 2014-ben nem választották meg Mezőcsáton. Ebben az évben alapította öccsével együtt miskolci pizzériáját, a Király Pizzát a Déryné utcában. 2018-ban már a Momentum jelöltjeként indult az országgyűlési választáson a Borsod-Abaúj-Zemplén megyei 1-es körzetben, ahol mindössze 1,08% szavazatot gyűjtött össze, a körzetében a legkevesebbet.
2019-ben szintén a Momentum politikusaként indult a 2019-es önkormányzati választáson Miskolcon, ahol a Függetlenek a Szinva Városáért Egyesület polgármester-jelöltje, Veres Pál támogatója lett. Az ellenzéki összefogás jelöltjeként egyetlen szavazattal győzte le a fideszes jelölt Kiss Jánost, aki fellebbezett ugyan, de a szavazatok újraszámlálásakor is Szopkó győzelme igazolódott be. Így ő lett a belvárosi 10-es körzet önkormányzati képviselője, emellett a város Köznevelési, Kulturális, Turisztikai, Ifjúsági és Sport Bizottságának elnöke, a Jogi és Ügyrendi Bizottság tagja, és a Miskolc Holding Zrt. felügyelőbizottságának tagja lett. 2021. május 3-ától Veres Pál a pandémiás helyzet miatt ülésezni nem tudó közgyűlés jogait gyakorolva kinevezte a város második alpolgármesterévé (Varga Andrea mellett). Az indoklás szerint az új alpolgármester kinevezését a sok feladat tette szükségessé. Alpolgármesteri feladatai miatt bizottsági és a családi vállalkozásban betöltött tisztségeiről lemondott és főállású politikus lett.
A 2024-es önkormányzati választáson szintén a 10-es körzetben indult, de veszített a fideszes jelölttel szemben, így kompenzációs listáról került be a közgyűlésbe.
Angolul tárgyalási szinten, németül és oroszul alapfokon beszél.